# Julen Irizar
Julen Irizar Laskurain (Bergara, 26 maart 1995) is een voormalig Spaans-Baskisch wielrenner.

## Carrière
Als stagiair bij Euskadi Basque Country-Murias in 2016 nam Irizar deel aan de Circuito de Getxo en de Ronde van Burgos. Een jaar later werd hij, namens dezelfde ploeg, onder meer veertiende in de eerste manche van de Challenge Mallorca en dertiende in de Grand Prix de Lillers-Souvenir Bruno Comini. Omdat zijn ploeg in 2018 een stap hogerop deed werd Irizar dat jaar prof.
Zijn eerste UCI-overwinning behaalde hij in 2018 in de nieuwe Portugese koers GP Nacional 2 de Portugal, waarin hij de tweede etappe op zijn naam schreef.

## Belangrijkste overwinningen
2018
2e etappe GP Nacional 2 de Portugal

## Resultaten in voornaamste wedstrijden
|      | \| Jaar \| Clásica San Sebastián \| Parijs-Tours \| \| ---- \| --------------------- \| ------------ \| \| 2018 \| opgave \| opgave \| \| 2019 \| \| \| \| 2020 \| \| opgave \| |              |
| Jaar | Clásica San Sebastián | Parijs-Tours |
| 2018 | opgave | opgave       |
| 2019 | |              |
| 2020 | | opgave       |

## Ploegen
- 2016 –  Euskadi Basque Country-Murias (stagiair vanaf 27 juli)
- 2017 –  Euskadi Basque Country-Murias
- 2018 –  Euskadi Basque Country-Murias
- 2019 –  Euskadi Basque Country-Murias
- 2020 –  Euskaltel-Euskadi
- 2021 –  Euskaltel-Euskadi
- 2022 –  Euskaltel-Euskadi

Aranburu · Bagües · Barrenetxea · Bizkarra · Bravo · Estévez · Ad. González · Ai. González · Insausti · Iturria · Lizarralde · Olaberria · Txoperena · Udondo · Irizar (stagiair) · Rodríguez (stagiair)
Bagües · Barrenetxea · Bizkarra · Bravo · Estévez · Ad. González · Ai. González · Irizar · Iturria · Lizarralde · Olaberria · Rodríguez · Txoperena · Udondo · Barthe (stagiair) · Juaristi (stagiair)
Aberasturi · Aristi · Bagües · Barceló · Barrenetxea · Barthe · Bizkarra · Bravo · González · Irizar · Iturria · Loubet · Prades · Ó. Rodríguez · S. Rodríguez · Sáez · Samitier · Sanz · Txoperena · Udondo
Aristi · Bagües · Barceló · Barrenetxea · Barthe · Berrade · Bizkarra · Bravo · González · Intxausti · Irizar · Iturria · López-Cózar · Ó. Rodríguez · S. Rodríguez · Sáez · Samitier · Sanz · Udondo · Viejo
Angulo · Aristi · Azparren · Azurmendi · Ballarin · Bizkarra · Bou · Canal · Cuadrado · Etxeberria · Goikoetxea · Iribar · Irizar · Isasa · Iturria · Juaristi · Lobato · Martín · Maté ·  Soto · Lasa (stagiair) · Mintegui (stagiair)